# Osmoxylon yatesii
Osmoxylon yatesii är en araliaväxtart som först beskrevs av Elmer Drew Merrill, och fick sitt nu gällande namn av William Raymond Philipson. Osmoxylon yatesii ingår i släktet Osmoxylon och familjen Araliaceae. Inga underarter finns listade.